# Xin
Xin  (en chino, 新; pinyin, Xīn) es un condado  bajo la administración directa de la Prefectura Xinyang en la Provincia de Henan, República Popular China.  Su área es de 1554 km² y su población total para 2020 superó los 270 mil habitantes. 

## Administración
Desde octubre de 2024, el  Condado Xin  se divide en 16 pueblos  administrados en 1 subdistrito,  5 poblados y 10 villas.

## Toponimia
El topónimo Xin significa "Nuevo". En diciembre de 1947, el Condado Jingfu (经扶县) se renombró Xin, porque la lucha revolucionaria había logrado una gran victoria, simbolizando el renacimiento del pueblo y la tierra.